# 两性霉素B
兩性黴素B（英語：Amphotericin B）是一種抗真菌藥物，用於治療嚴重的真菌感染和利什曼病。真菌感染包括有毛黴菌病、麴黴病、芽生菌病、念珠菌病、山谷熱（球孢子菌病）和隱球菌病。對於某些感染，可與氟胞嘧啶合併使用。此藥物通常透過靜脈注射給藥。
使用後常見的副作用有用藥後不久會出現的發燒、發冷和頭痛，以及腎臟問題。可能會出現過敏反應（包括過敏性休克）。其他嚴重的副作用有低血鉀和心肌炎。個體在懷孕期間使用對於胎兒似乎相對安全。有一種脂質製劑具有較低的副作用風險。它屬於多烯抗真菌藥物，部分透過干擾真菌的細胞膜而發揮作用。
必治妥施貴寶的醫學研究所於1955年從委內瑞拉奧利諾科河河床獲得的結節鏈黴菌培養物中分離出兩性黴素B，並於1958年將之用於醫療用途。它已被列入世界衛生組織基本藥物標準清單之中。市面上有此藥物的通用名藥物流通。

## 醫療用途

### 抗黴菌感染
兩性黴素B的主要用途之一是治療多種全身性真菌感染。由於它會產生廣泛的副作用，通常只用於治療重症或免疫缺陷患者的嚴重感染。此藥物是治療侵襲性毛黴菌病感染、隱球菌性腦膜炎以及某些麴霉菌和念珠菌感染的一線藥物。它在過去多年一直是種高效藥物，很大程度上是因為它所治療的病原體發生抗藥性的機率較低。原本能夠抵抗藥物的病原體，會發生一些變化，使其變得更加脆弱，容易受到宿主體內的防禦系統和其他環境因素的攻擊，而無法造成感染。

### 抗原蟲感染
兩性黴素B用於治療會危及生命的原蟲感染，如內臟利什曼病和福氏內格里阿米巴腦膜腦炎。

### 易感度譜系
下表列出醫學上重要的真菌對兩性黴素B的易感度。
| 菌種           | 兩性黴素B 最小抑菌濃度斷點 (毫克/升) |
| -------------- | ------------------------------------ |
| 煙麴黴         | 1                                    |
| 土麴黴         | 抗藥性                               |
| 白色念珠菌     | 1                                    |
| 光滑念珠菌     | 1                                    |
| 克氏畢赤酵母   | 1                                    |
| 葡萄牙匙形孢子 | 內在抗藥性                           |
| 新型隱球菌     | 2                                    |
| 尖孢鐮刀菌     | 2                                    |

## 配方

### 靜脈注射製劑
兩性黴素B難以溶於pH值為7的生理食鹽水，有數種製劑形式被研發出以提高給藥後的生物利用度。兩性黴素B的脂質製劑並不比傳統製劑更有效，但有一些證據顯示患者對脂質製劑的耐受性會更好，且可能會有較少副作用。

#### 兩性黴素B去氧膽酸鈉
原始配方使用去氧膽酸鈉來提高溶解度，這種兩性黴素B去氧膽酸鈉 (ABD) 是靜脈注射製劑。這種原始劑型通常被稱為"常規"兩性黴素。

#### 脂質體製劑
為提高兩性黴素的耐受性並降低毒性，已有幾種脂質製劑推出。脂質體製劑的腎毒性比去氧膽酸鈉更小，且相關反應也較少，但價格比兩性黴素B去氧膽酸鈉更昂貴。

#### 脂質複合物製劑
目前也有多種脂質複合物製劑上市。 商品名為Abelcet的此類產品於1995年獲得FDA批准，它由兩性黴素B和兩種脂質以1:1的比例組成，形成大的帶狀結構。商品名為Amphotec的製劑是兩性黴素和膽固醇硫酸鈉以1:1的比例組成，每個分子的兩個分子形成一個四聚體，這些四聚體聚集在盤狀複合物上的螺旋臂上，於1996年獲得FDA批准。

### 口服製劑
此藥物雖然有口服製劑，但未受廣泛使用。由於兩性黴素B的兩親性及其低溶解度和滲透性導致的低生物利用度，成為口服使用的主要障礙。過去它曾被用於治療消化道表面的真菌感染，如念珠菌症，但已被耐絲菌素和氟康唑等其他抗真菌藥物取代。
然而最近出現的新型奈米顆粒藥物遞送方式，（例如AmbiOnp）、奈米懸浮劑、基於脂質的藥物遞送方式（例如Cochleates）、自乳化藥物遞送方式、固體脂質奈米顆粒和聚合物奈米顆粒，已證明兩性黴素B口服製劑所具的潛力。藥業Matinas Biopharma製造的口服脂質奈米晶體兩性黴素在隱球菌性腦膜炎方面已成功完成第2期臨床試驗。

## 副作用
兩性黴素B以其嚴重且可能致命的副作用著稱，並贏得"兩性暴君"的綽號。通常是輸注後不久（1至3小時內）會發生嚴重反應，包括高燒、發冷、低血壓、食慾不振、噁心、嘔吐、頭痛、呼吸困難和呼吸急促、昏睡和全身無力。劇烈的寒顫和發燒使該藥有"先震顫後發燒"的綽號。此類反應的確切原因尚不清楚，可能涉及前列腺素合成增加和巨噬細胞釋放細胞激素。去氧膽酸鈉製劑 (ABD) 也可能刺激肥大細胞和嗜鹼性球釋放組織胺。反應有時會隨著藥物後續的使用而減弱。然而，幾乎所有病患在使用藥物後都會出現發燒的現象，這就使得專業人員需要做出一個關鍵且困難的判斷：病患的高燒到底是快速惡化的新症狀，還僅是藥物副作用。為降低症狀出現和嚴重程度，初始劑量應較低，然後緩慢增加。撲熱息痛、哌替啶、苯海拉明和氫羥腎上腺皮質素均被用於治療或預防此種症候群，但由於患者的身體狀況，這些藥物的預防性使用通常會受到限制。
兩性黴素B靜脈注射治療劑量也與多重器官損傷有關聯。腎損傷是一種經常受到報告的副作用，且可能會嚴重和/或不可逆轉。脂質體製劑（例如AmBisome）的腎毒性據報導會較小，並且已成為已有腎損傷患者的首選。當脂質體與真菌細胞壁結合時，前者的完整性被破壞，但不受哺乳動物細胞膜的影響，前述與脂質體的結合減少腎臟對兩性黴素B的暴露，為其較少腎毒性作用提供解釋。
此外，低血鉀、低鎂血症等電解質失衡現象也很常見。在肝臟中，肝酵素升高和肝毒性（導致，包括暴發性肝衰竭）很常見。在循環系統中，有多種形式的貧血和其他血液疾病（白血球減少症、血小板減少症）、嚴重心律不整（包括心室顫動）、甚至有明顯的心臟衰竭。皮膚反應，包括嚴重的形式，也有可能。

## 與其他藥物交互作用
當兩性黴素B與以下藥物共同給藥時，有可能會發生藥物間交互作用：
- 氟胞嘧啶：會增加氟胞嘧啶的毒性，可使用較低劑量的兩性黴素B。兩性黴素B可能會透過干擾真菌細胞膜的通透性，而促進氟胞胞嘧啶進入真菌細胞。
- 如順鉑的利尿劑：增加腎毒性並升高低血鉀的風險
- 皮質類固醇：增加低血鉀的風險
- 抗黴菌藥物：兩性黴素B可能會拮抗酮康唑和咪康唑的活性。這種交互作用的臨床程度尚不清楚。
- 神經肌肉阻滯藥：兩性黴素B誘導的低血鉀症可能會增強某些麻醉劑的作用。
- 膦甲酸、更昔洛韋、替諾福韋二吡呋酯、阿德福韋：增加兩性黴素B的血液學和腎臟副作用的風險
- 齊多夫定：增加腎臟和血液毒性的風險。
- 其他腎毒性藥物（如氨基糖苷類抗生素）：嚴重腎損害的風險增加
- 細胞抑制劑：增加腎損傷、低血壓和支氣管痙攣的風險
- 白血球輸注：有肺損傷的風險，應將使用兩性黴素B和輸血兩者的時間隔開，並監測肺功能

## 作用機轉
兩性黴素B與麥角固醇（真菌細胞膜的一種成分）結合，形成孔，導致單價離子（K+（鉀）、Na+（鈉）、H+（氫）、Cl−（氯））快速洩漏而造成真菌細胞死亡。這是兩性黴素B抗真菌劑的主要作用。
目前已知有兩種兩性黴素：兩性黴素A和B，但臨床上僅使用B，因為它在體內的活性明顯較高。兩性黴素A與兩性黴素B幾乎相同，但幾乎沒抗真菌活性。

## 毒性機制
哺乳動物和真菌膜均含有固醇，而固醇是兩性黴素B的主要標靶。兩性黴素B分子可在宿主膜和真菌膜上形成孔洞。這種膜屏障損傷會產生致命的影響。ref name=Baginski2009/>麥角固醇（一種真菌固醇）比膽固醇（常見的哺乳動物固醇）對兩性黴素B更敏感。與膜的反應性也取決於固醇濃度。細菌不受影響，因為它們的細胞膜通常不含固醇。
兩性黴素B的給藥受到輸注相關毒性（輸注期間和輸注後不久發生的不良反應）的限制。這被認為是促發炎細胞因子的先天免疫作用產生的結果。

## 生物合成
兩性黴素B的天然合成途徑中，聚酮合成酶組分具有關鍵作用，負責催化前體化合物的合成、官能團修飾和環化等步驟。

## 歷史
此藥物最初於1955年經施必治妥貴寶醫學研究所從一種結節鏈黴菌的培養物中萃取。從土壤培養物中分離出兩種抗真菌物質 - 兩性黴素A和B，B具有更好的抗真菌活性。在1980年代初開發出唑類抗真菌藥物之前，此藥物一直是治療侵襲性真菌病感染的唯一有效療法 。
其完整的立體結構於1970年通過N-碘乙酰衍生物的X射線結構確定。美國化學家K·C·尼古勞於1987年首次將天然存在化合物的對映體形式進行合成。

### 配方
此藥物是大環內酯類抗生素的亞類，具有相似的結構元素。目前該藥物有多種形式。 或是與去氧膽酸鈉的常規複合（ABD）、膽固醇硫酸鹽複合物（ABCD），脂質複合物（ABLC），以及脂質體製劑（LAMB）。後者的開發是為提高使用者的耐受性並降低毒性，但與傳統的兩性黴素B相比，會表現出相當不同的藥物動力學特性。

### 商品名稱
兩性黴素的名稱源自於該藥物的兩性（指的是它具有酸性和鹼性兩種性質。既能與真菌細胞膜中的麥角固醇結合，破壞真菌細胞膜的結構和功能，發揮殺真菌作用，又能與人體細胞膜中的磷脂結合，引起細胞毒性。）特性。
市場中的商品名稱有Fungilin、Fungizone、Abelcet、AmBisome、Fungisome、Amphocil、Amphotec和Halizon等。

## 外部連結
- AmBisome Summaries of Product Characteristics (United Kingdom) （页面存档备份，存于）
- Amphotericin B （页面存档备份，存于）
- . MedlinePlus.   [2020-02-13]. （原始内容存档于2020-12-10）.
- . MedlinePlus.   [2020-02-13]. （原始内容存档于2020-12-10）.